# Emanuela Corda
Pour les articles homonymes, voir Corda.
Emanuela Corda, née le 23 novembre 1974 à Cagliari (Italie), est une femme politique italienne.

## Biographie
Emanuela Corda naît le 23 novembre 1974 à Cagliari.
Elle est élue députée Mouvement 5 étoiles dans la circonscription de Sardaigne lors des élections générales de 2013, puis réélue en 2018,.